# Pelequén
Pelequén (del mapudungun: pele ken ‘lugar donde se forman barriales’) es un pueblo chileno perteneciente a la comuna de Malloa, Región del Libertador General Bernardo O'Higgins. Está ubicado a 41 kilómetros al suroeste de la ciudad de Rancagua y a unos 122 de Santiago de Chile. Su población se sustenta tanto en la industria vitivinícola como en la artesanía de muebles de madera y la piedra de cantera rosada. Se destaca por la festividad de santa Rosa de Lima, cuya imagen está en el Santuario del pueblo.

## Geografía

### Geomorfología

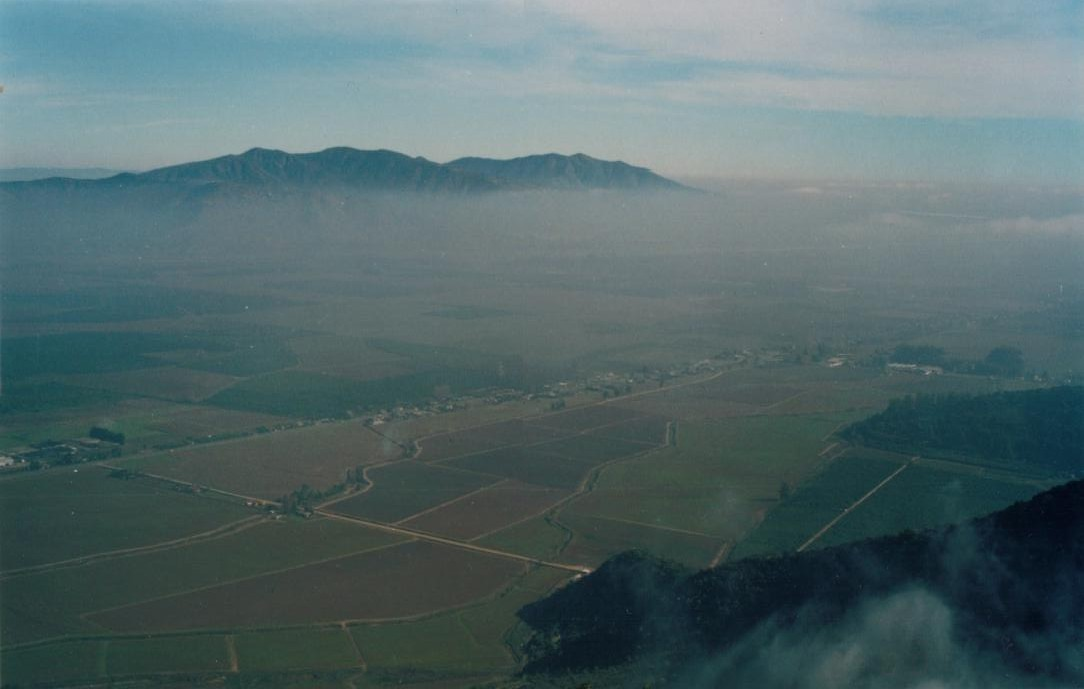
El Valle del Cachapoal presenta las condiciones climáticas perfectas para la producción vitivinícola en Pelequén.

El poblado de Pelequén se encuentra inserto en una depresión sobre la cual se asienta parte importante la comuna de Malloa, la que se caracteriza por la presencia de sedimentación fluvial y meteorización in situ, proceso que finalmente se traduce en una geomorfología con amplios sectores de relleno, perteneciente a la Depresión Intermedia. La mayor peculiaridad de la geografía de este poblado es el cordón montañoso, llamado de Pelequén o Rigolemu, que separa a la Cuenca de Rancagua (o Valle del Cachapoal) por el norte, con el Valle Longitudinal por el sur. Este cordón está formado por estribaciones de las cordilleras de Los Andes y de la Costa. Pelequén tiene una altitud media de 266 m s. n. m.
- Latitud: 34° 27' S
- Longitud: 70° 53' O

### Climatología
En Pelequén hay un clima mediterráneo, con veranos calurosos y secos e inviernos frescos y húmedos. El promedio anual de precipitaciones ronda por los 650 mm (concentradas preferentemente entre los meses de abril a septiembre) y temperaturas moderadas con un promedio de 15 °C (en enero promedia los 21 °C y en julio 9 °C).

### Hidrografía
En las cercanías de la localidad está presente el estero Rigolemu, que asegura el abastecimiento de aguas para el regadío de la zona, así como para la conformación de especies de humedales en donde se desarrolla la totora y arbustos nativos, que son la materia prima para la artesanía del lugar.

## Historia

### Leyenda de Pelequén
Existe una leyenda que relata la historia de amor entre Malloa y Pelequén, que según la tradición de la zona dio origen a estos poblados:

Malloa era una hermosa princesa hija del cacique Rigolemo y de la bella Tralana. Malloa era cortejada por sus primos Panquehue y Corcolén, pero su naturaleza la llevó a unirse con Pelequén. Despechados sus pretendientes, continuaron cortejándola con proposiciones que le hicieron la vida imposible. Para poner término a este tenso clima, Malloa recurrió a Pelequén, quien le entregó flechas envenenadas que mataron a Panquehue y a Corcolén. Pero su felicidad se vio interrumpida por la conducta de su madre, que se enamoró de un aguerrido cacique rival llamado Nunco. Sorprendidos por Rigolemo huyeron, pero Chu-Chúe, el hechicero, los maldijo convirtiéndolos al instante en dos bloques de piedra (que corresponden a los que aún existen en las proximidades del pueblo). El hastío dominó a Malloa y Pelequén se le hizo insoportable, hasta que un día lo mató. Su felicidad se transformó en remordimiento y para tranquilizarse fue a ver al hechicero. Este la llevó al lugar donde yacen los dos bloques de piedra; y en forma apasionada le ofreció matrimonio. Malloa se mostró evasiva, pero cuando le prometió compartir sus destinos en medio de las riquezas de un palacio encantado en la laguna de Tagua Tagua, la voluntad de ésta se doblegó. En el momento que iba a dar el sí, se sintió un ruido ensordecedor y un terremoto tan violento, que partió el cerro en dos partes, sepultando al hechicero y a la princesa en sus entrañas.

### Fundación
Aunque no está muy clara la fecha de fundación de esta localidad, a juzgar por algunos documentos históricos de la Guerra de la Independencia en los que ya se menciona el poblado, se puede establecer que se fundó durante la Colonia. El pueblo nació en primera instancia como un poblado minero, ya que se extraía la piedra rosada de Rigolemu para la construcción de palacios, piletas y otras estructuras. Hay registros que la piedra de la cantera de Pelequén es extraída desde 1870, y hasta el día de hoy sigue siendo una de las principales fuentes de empleo en la zona.

Pelequén.— Caserío del departamento de Caupolicán situado á lo largo del ferrocarril de Santiago al sur en el que contiene una estación, distante seis kilómetros al S. de la ciudad de Rengo y 17 al N. de la de San Fernando; dista también como diez kilómetros hacia el NE. de Malloa. Su población es algo dispersa y extendida y contiene 769 habitantes, iglesia vice parroquial, oficinas de registro civil, de correo y telégrafo, escuela gratuita y bodegas para depósito de producciones agrícolas de los fundos vecinos á esa estación. El nombre significa espacio ó extetensión de barros.
 Diccionario Geográfico de la República de Chile  (1899) de Francisco Solano Asta-Buruaga y Cienfuegos, página 531.

### Santa Rosa de Lima

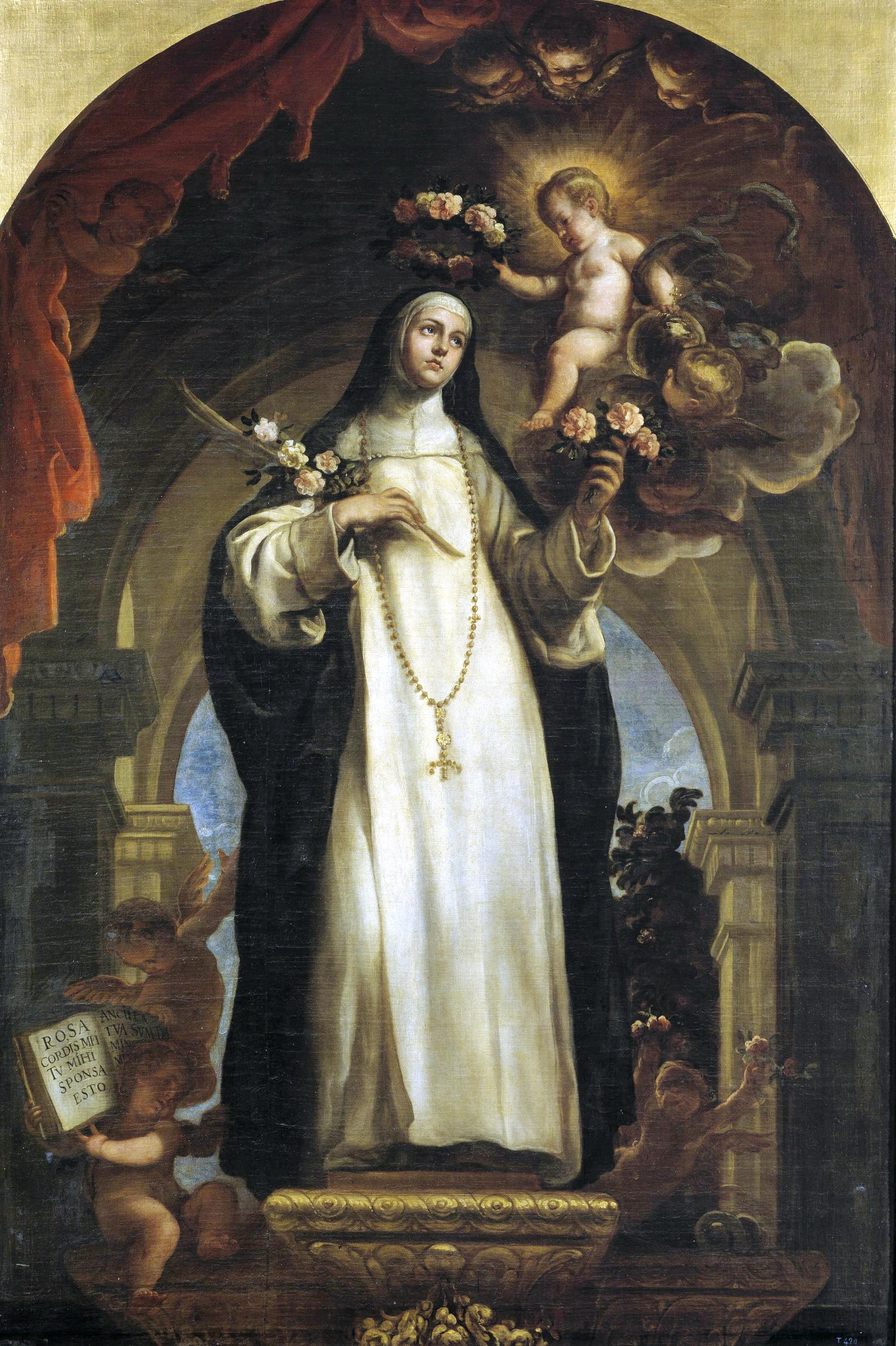
Santa Rosa de Lima por Claudio Coello (ca. 1684) Museo del Prado, Madrid.

La historia contemporánea del pueblo de Pelequén gira en torno a su santuario de santa Rosa de Lima. Hay diversas leyendas que cuentan cómo la imagen de la santa llegó hasta el poblado de Pelequén Viejo. Una dice que la imagen de la Santa Negra (Rosa de Lima), iba en una carreta que se dirigía desde Valparaíso a Colchagua, pero que en el trayecto se cayó. Los lugareños la recogieron y comenzaron a pedirle favores, que con el tiempo acrecentaron su devoción en ella.
La segunda historia, y más aceptada, cuenta que después de la Guerra entre la Confederación Perú-Boliviana y el Ejército Restaurador Chile-Perú (1837-1839) un oficial chileno trajo para el servicio doméstico a un "cholito" del Perú. Caminando hacia sus dominios, ubicados en las cercanías de Nancagua, quedaron empantanados cerca del caserío de Pelequén. En tal situación los auxilió doña María Terán, natural del pueblo, en cuya vivienda quedó albergado el "cholito", pues sufría de fiebre tifoidea y no estaba en condiciones de seguir el viaje. Ante los requerimientos de la dueña de casa, el peruano descubrió el tesoro que guardaba en un arcón de madera: la milagrosa imagen de santa Rosa de Lima. 
Ante la imagen sagrada, ambos pidieron por la salud del enfermo, el cual al día siguiente amaneció totalmente recuperado. Esto sucedía en el año 1840. Rápidamente la noticia se supo entre los vecinos, que rápidamente fueron a conocer la imagen sagrada, a quien imploraron diversos favores. Recuperado, el peruano dejó su imagen querida, a la que construyeron una gruta donde acudieron más personas a pedir favores y a pagar mandas. Las autoridades eclesiásticas establecieron como lugar de veneración a Santa Rosa en Pelequén.
Luego de construirse el Santuario de Santa Rosa, se configuró un nuevo pueblo alrededor de él, lo que es el actual Pelequén. El antiguo caserío quedó con el nombre de Pelequén Viejo.

## Economía

### Industria vitivinícola
La cuenca de Rancagua es un lugar propicio para la producción de vinos finos, por poseer un clima de características mediterráneas y una tierra fértil. En Pelequén existen una serie de viñas, destacándose como la más importante la perteneciente a la familia Morandé, que posee una capacidad instalada para 11 millones de litros en estanques de acero inoxidable, y que funciona desde 1997. Esta viña es parte de la Ruta del Vino de Cachapoal, que es un circuito turístico por los principales viñedos de la zona.

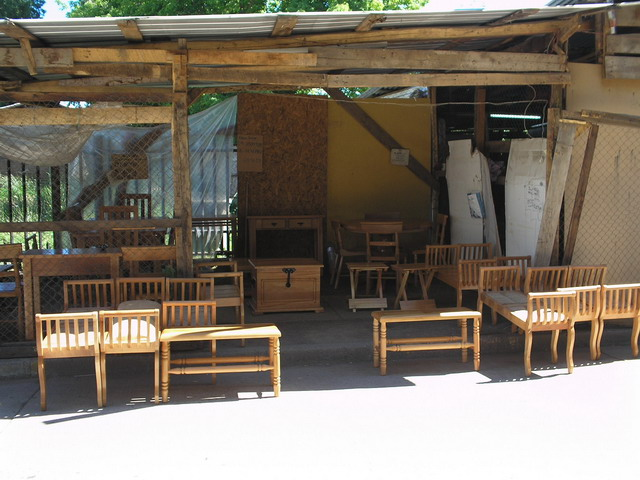
Talleres de muebles en Pelequén.

### Artesanía
En Pelequén existen dos oficios artesanales que se destacan a nivel nacional, el tallado de piedra y la mueblería.
Los canteros de Pelequén trabajan la tradicional piedra rosada, con visos blancos y grises de Rigolemu (toba volcánica o ignimbrita), la cual se extrae de las canteras existentes en los cerros que circundan el sector en bloques dimensionados, a través de métodos rudimentarios, como el uso de pólvora casera (mezcla de carbón, salitre y azufre). Estos bloques de piedra serán más tarde convertidos en revestimientos, baldosas y adoquines, así como de piezas de ornamentación y uso doméstico, los que se exhiben a ambos costados de la Autopista del Maipo. 
Asimismo, al lado norte de Pelequén existe un sector destinado a los artesanos de la madera, los cuales fabrican excelentes muebles para el hogar, tales como mesas de centro, comedores, dormitorios y mesas de arrimo, todos elaborados en raulí. Pelequén es también famosa por sus escobas de curahuilla, las cuales previo a la artesanía en madera, era una de las actividades principales de la localidad.

## Atractivos turísticos

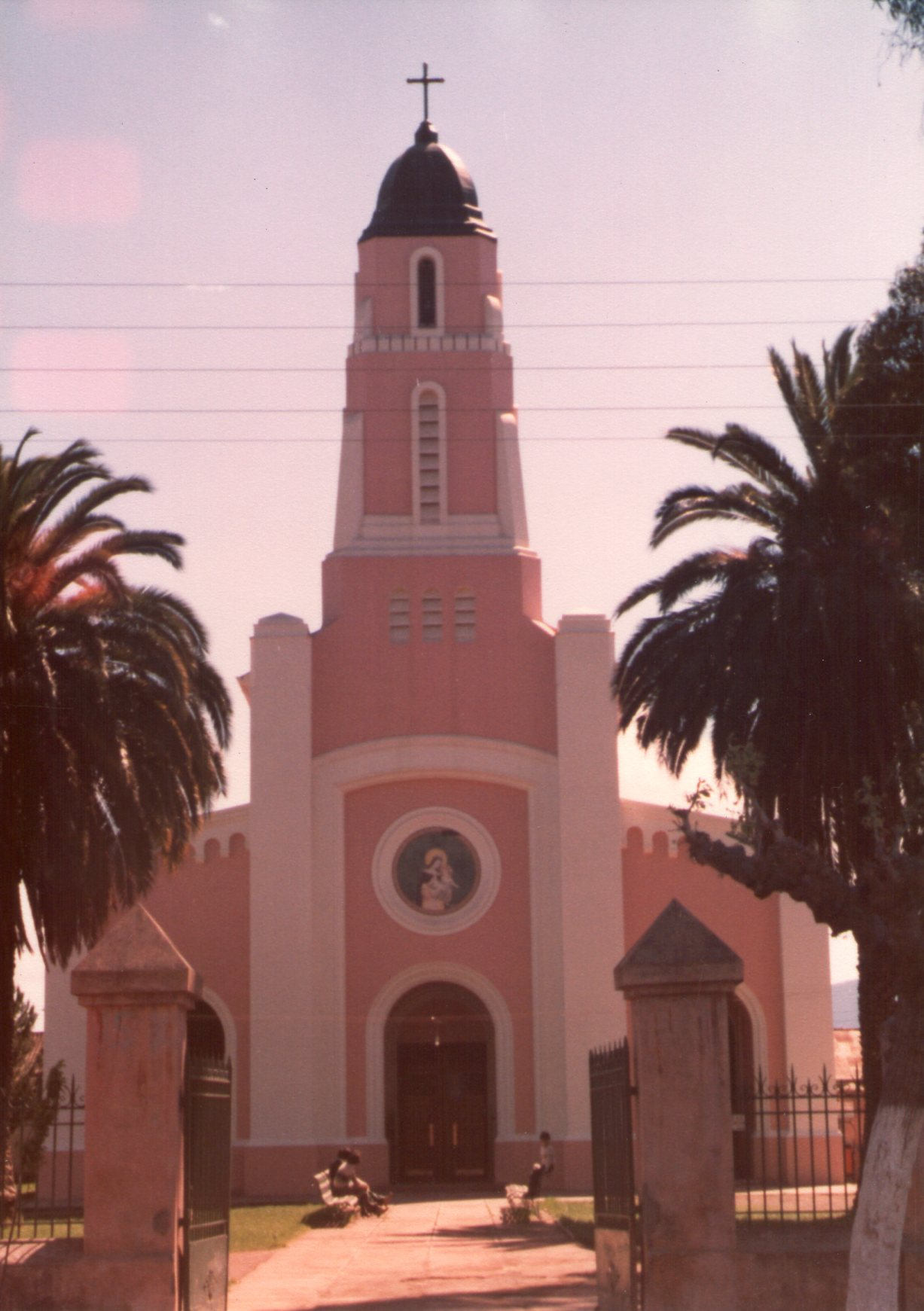
El Santuario de Santa Rosa en 1980.

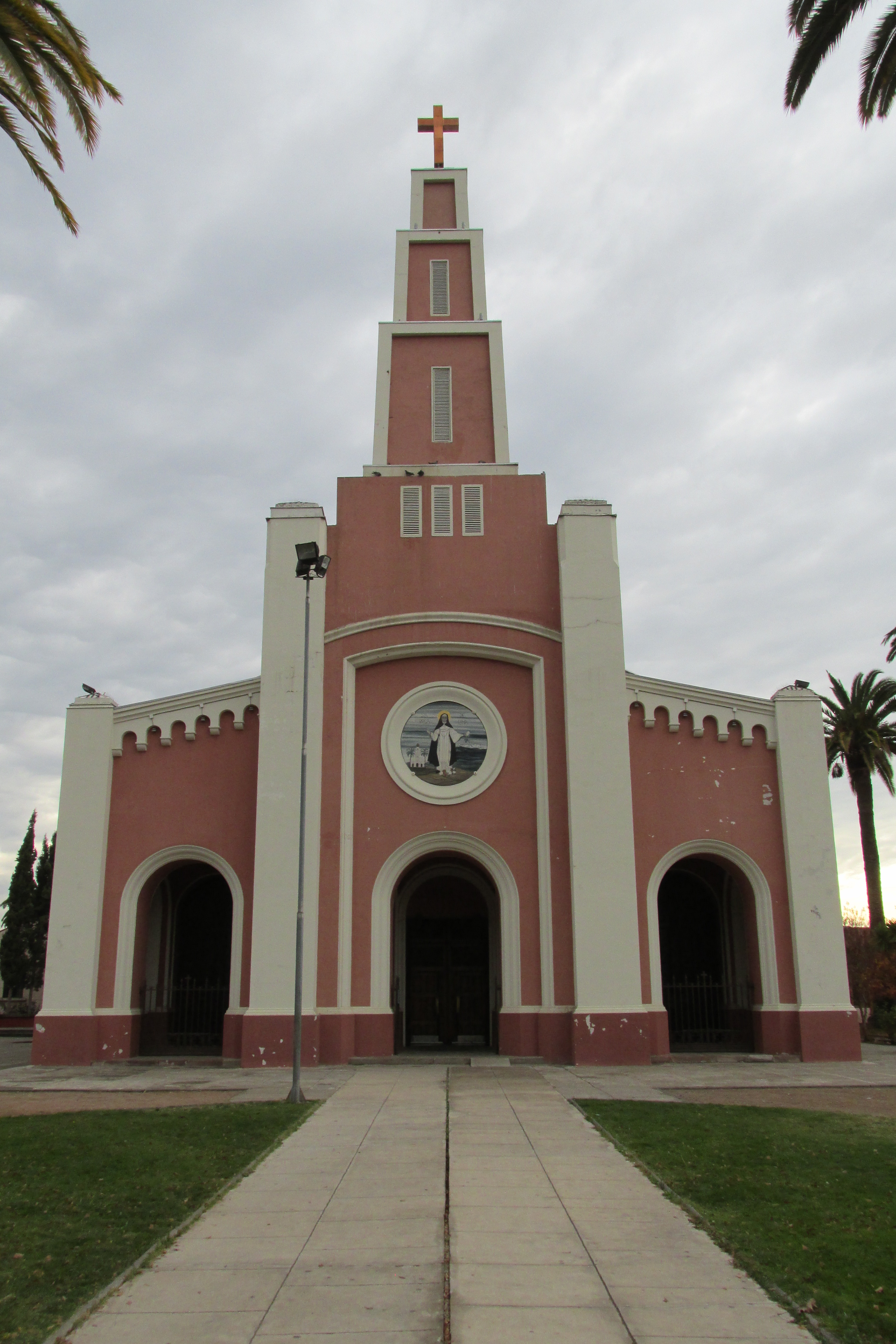
Santuario de Santa Rosa, en la actualidad.

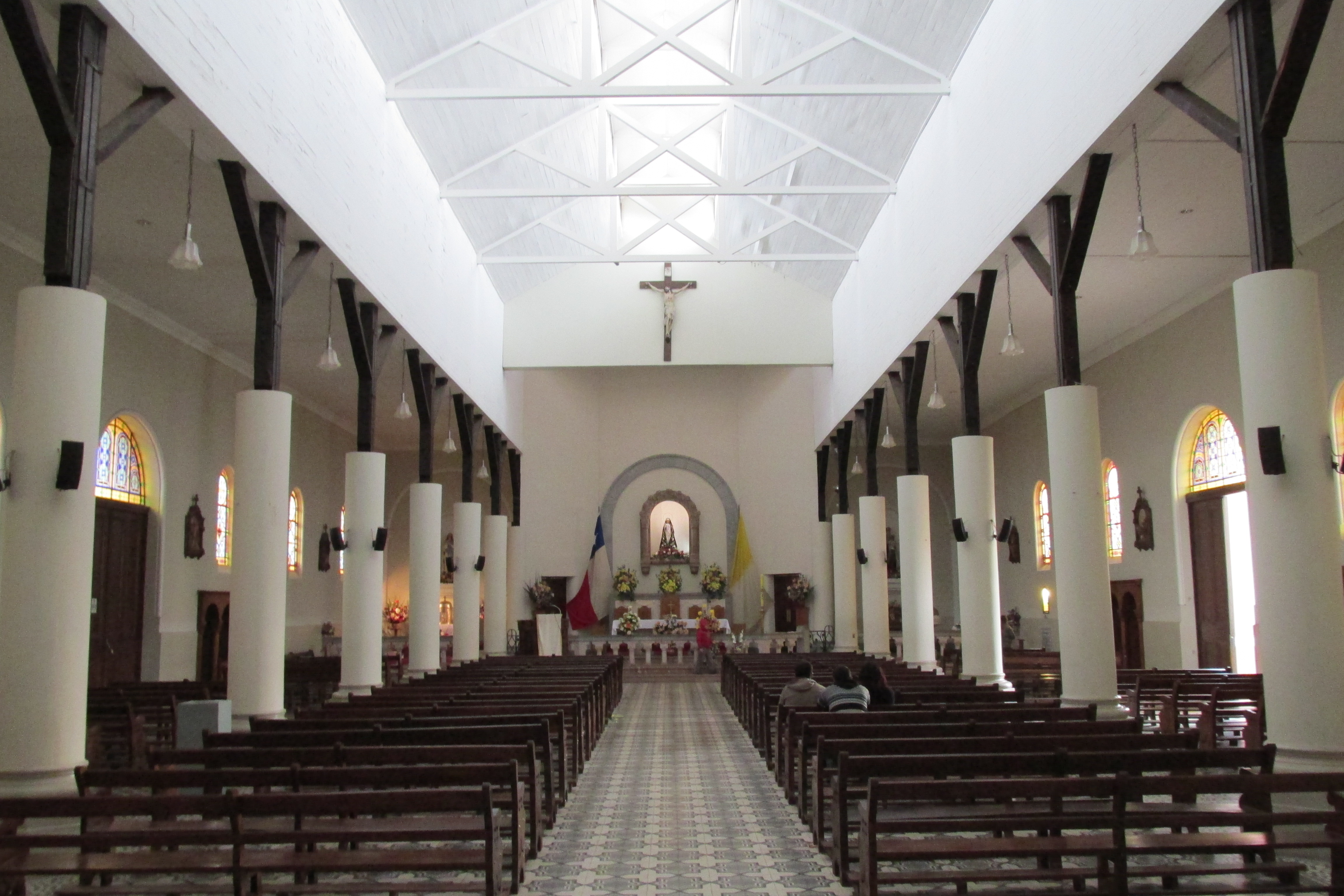
Interior del Santuario de Pelequén.

### Santuario de Santa Rosa
El arzobispo de Santiago, Rafael Valentín Valdivieso Zañartu, ante el destino no siempre piadoso que se daba a las limosnas que se dejaban a Santa Rosa, ordenó trasladar la imagen a la parroquia de Malloa, ya que en Pelequén aún no había templo, y el poblado formaba parte del Curato Malloíno. La santa permaneció en Malloa mientras se construía un santuario en Pelequén. 
La construcción del templo se hizo posible gracias a la donación del terreno que para los efectos hace en 1871 José Santiago Gallegos. El 6 de agosto de 1881 la iglesia de Santa Rosa se inaugura oficialmente. El 10 de agosto de ese mismo año se crea la viceparroquia de Pelequén. El 30 de agosto de 1881 se hace el solemne traslado de la imagen desde la capilla interior de la iglesia parroquial de Malloa a la nueva iglesia de Pelequén, en medio del fervor popular. El 8 de febrero de 1897 Mariano Casanova crea la parroquia de Pelequén. El primer templo fue totalmente destruido por el terremoto del 16 de agosto de 1906.
Se construyó un segundo templo, que posteriormente fue dañado parcialmente por el terremoto del 2 de diciembre de 1928. En ese momento se decidió reacondicionar y ampliar el templo de tres amplias naves, mezcla Romántico-gótica. El templo nuevo se inauguró el 29 de agosto de 1929, y las torres en 1953.
Luego del terremoto de marzo de 1985, el obispo de Rancagua Jorge Medina Estévez mandó a construir una cúpula sobre la Torre del Santuario, hecha completamente de cobre, mineral que es muy abundante en la región debido a la existencia de la Mina El Teniente. Esta cúpula hacía visible al templo desde la ruta 5. El terremoto de 2010 derrumbó la torre y causó graves daños a la estructura, haciendo obligatoria otra reconstrucción del Templo, siendo reinaugurado el 31 de julio de 2011 gracias al aporte del Programa de Apoyo al Material del Consejo Nacional de la Cultura y las Artes, y a aportes privados. La ceremonia contó con la presencia del presidente de la República Sebastián Piñera, la primera dama, el ministro de Cultura y autoridades locales y regionales.

### Hacienda Los Lingues
Esta es una gran hacienda de construcción colonial, que data del siglo XVII. En la construcción de la casa se usó adobe, cal y canto, piedra rosada de Pelequén, roble, colihue, patagua y techo de tejas. Destacan las puertas, que fueron talladas por los jesuitas bávaros de la Hacienda Calera de Tango, expertos maestros ebanistas. Estos sacerdotes contribuyeron significativamente el desarrollo de la zona, en especial en la agricultura.
La arquitectura colonial de Los Lingues se complementa con una capilla, parques y patios con hermosos jardines y árboles autóctonos. El interior de la casa conserva el alhajamiento colonial; vajilla de plata fina, cristalería, lámparas, mesas de juego, muebles estilo francés, platería mapuche y cerámica diaguita.
El piso de las caballerizas de Los Lingues, de una superficie de 3500 m², es de piedra rosada. Estas dependencias acogen un criadero de caballos finos de raza Aculeo, una de las mejores del mundo.

### Lugares de recreación
Otro atractivo que posee Pelequén es el Balneario Piedra del Gallo a orillas del Estero "Rigolemu" en el Valle del mismo nombre. Cuenta con piscina natural, sectores para pícnic y posibilidades de pesca a orillas del estero. Se encuentra cerca de la localidad de Los Maquis a 12 km del pueblo hacia la cordillera.

## Transportes
Para acceder a Pelequén se pueden tomar dos rutas; la primera es por la Ruta CH-5 (Carretera Panamericana), que en este tramo se hace llamar Autopista del Maipo, desde el norte o bien desde el sur del país por la misma ruta. La segunda alternativa es por la Ruta CH-66 (Carretera de la Fruta), que conecta al poblado con la comuna de Las Cabras y con la ciudad de San Antonio en la Región de Valparaíso. Hay recorridos de buses que conectan a Pelequén con las principales ciudades de la región (Rancagua y San Fernando), los que se refuerzan para la celebración de santa Rosa.
Otra forma de llegar a Pelequén es vía ferrocarril, específicamente con el servicio de Trenes Metropolitanos Metrotrén de la Empresa de los Ferrocarriles del Estado, que tiene viajes frecuentes desde Santiago a San Fernando, y que se detienen en la estación Pelequén.

## Tradiciones

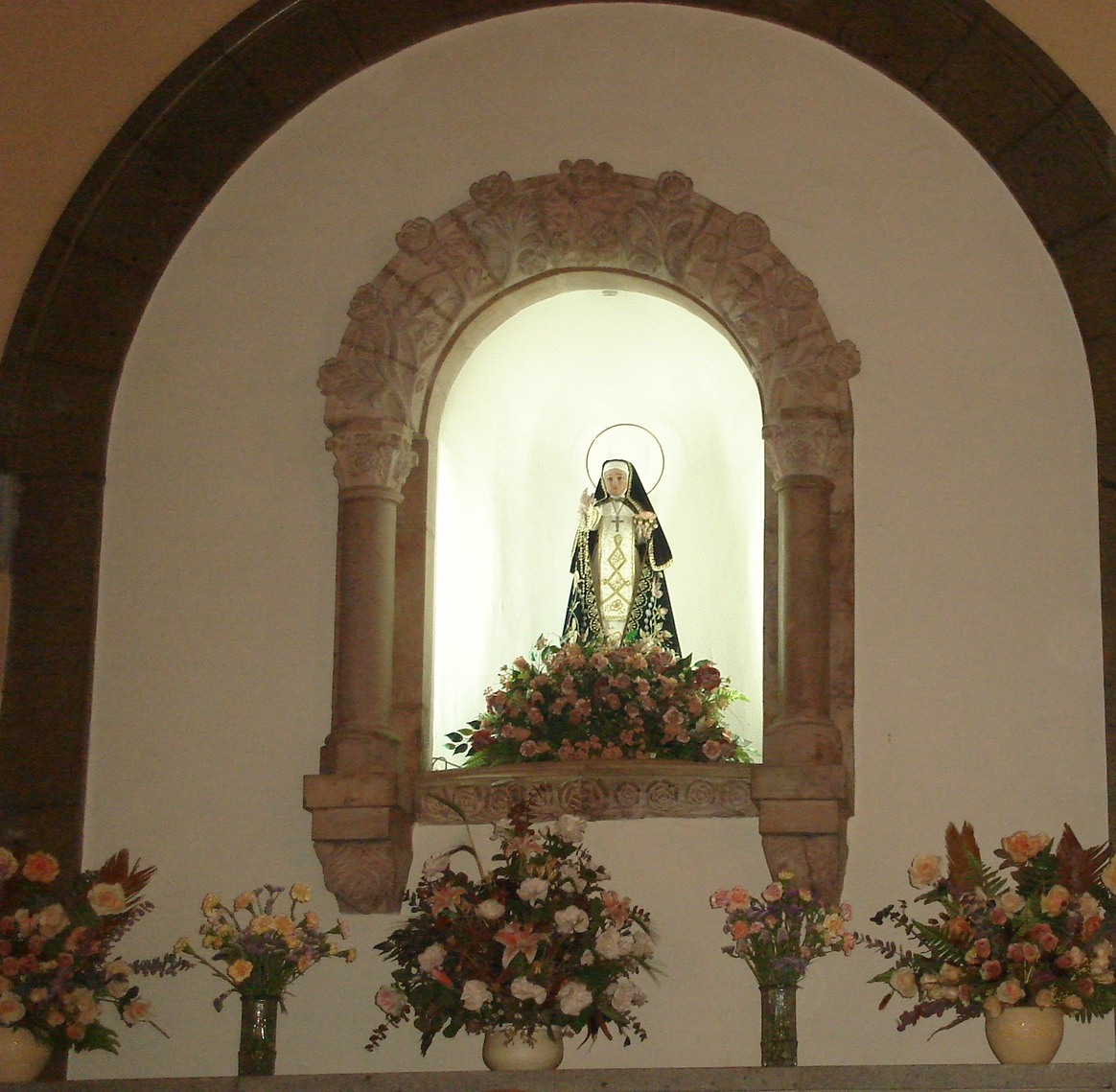
Imagen de Santa Rosa de Pelequén.

### Festividad de Santa Rosa
Debido a la existencia del Santuario de santa Rosa de Lima en Pelequén, se realiza la celebración de su solemnidad cada 30 de agosto, al igual que en otros países (en Perú, por ejemplo, es día feriado). El tranquilo pueblo se transforma en un gran lugar de devoción, donde miles de fieles provenientes de todas partes de Chile van a agradecer a la santa por los favores, o mandas concedidos. Se ofrecen misas durante todo el día en el Santuario, y se hacen romerías en honor a la santa. Esta celebración contemplaba los días 29, 30 y 31 de agosto, sin embargo con el correr de los años se ha ido extendiendo incluso a una semana y media de duración.
Cabe destacar que esta celebración da paso también para una gran llegada de comerciantes ambulantes desde Santiago, con una serie de productos que venden en las calles del pueblo, previo pago de una autorización de la municipalidad de Malloa.
Otro dato de color que se da durante la festividad es la presencia de jinetes. Son las cofradías de los Cuasimodos que participan en sociedad con los clubes de huasos, confeccionando sus atuendos y ornamentando sus carretas, acompañados siempre, por un coro de cantores litúrgicos en carreta.
Así mismo, la celebración da paso a una verdadera fiesta costumbrista. En 1974 la Intendencia de Rancagua pretendió excluir los aires "paganos" en la popular celebración de Santa Rosa de Pelequén. La prensa de la época consignó:

En los últimos años la fiesta religiosa se transformaba en las últimas horas de la tarde en una fiesta pagana, con bailes, fondas, ramadas, cuecas y mucha bebida.
Diario El Mercurio, edición del 28 de agosto de 1974.

## Curiosidades
- Entre diciembre de 1927 y mayo de 1931, la comuna de Malloa cambió su nombre por Pelequén.[10]
- En el libro Curfew del autor chileno José Donoso se menciona la piedra rosada de Pelequén: «and sat on chairs or on the benches made of pink stone from Pelequén» (y sentados en sillas o en las bancas hechas de piedra rosada de Pelequén).
- En Chile existe el dicho "ir camino a Pelequén", que significa que una persona está quedando calva.[11]